# ラインコミュニケーションズ
株式会社ラインコミュニケーションズ（Line Communications.,Inc.）は、日本のコンテンツ企画、製作、配給販売会社。

## 概要
舞台などで活躍する俳優や女優などDVD、アイドルワン（I-ONE）レーベル制作の女性アイドルDVD-Video、Blu-ray Discが事業の中核となっているが、他にも『月光仮面』『快傑ハリマオ』の宣弘社作品や『アストロガンガー』『チャージマン研!』『まんが 水戸黄門』『アタッカーYOU!』などのナック作品、任侠やセクシー系の邦画、香港映画、日本未公開の洋画など取り扱うジャンルは多岐に渡る。

## 沿革
- 1994年：（旧）株式会社ラインコミュニケーションズ設立。
- 2000年：アイドルワン（I-ONE）シリーズ開始。
- 2009年：イメージコンテンツ事業を（新）株式会社ラインコミュニケーションズへ譲渡。（旧）株式会社ラインコミュニケーションズは事業停止[1]。
- 2018年：（旧）株式会社ラインコミュニケーションズが東京地方裁判所から破産手続開始の決定を受ける[1][2]。
- 2023年：2.5次元の舞台などで活躍する俳優のDVDリリースをスタート
- 2024年：自社配信サービスのI-ONE TVをスタート